# Pierfrancesco Garzia
Pierfrancesco Garzia (* 8. April 1987) ist ein italienischer Poolbillard- und Snookerspieler.

## Karriere
Bei der Europameisterschaft 2012 erreichte Pierfrancesco Garzia im 10-Ball und im 14/1 endlos das Sechzehntelfinale, schied dort aber gegen Dominic Jentsch beziehungsweise Roger Rasmussen aus. Im 8-Ball sowie im 9-Ball kam er auf den 65. Platz.
2014 erreichte er im 9-Ball die Runde der letzten 64 und unterlag dort dem Engländer Chris Melling. Im 14/1 endlos belegte er den 65. Platz.
Im Februar 2015 erreichte Garzia bei den Italian Open erstmals die Finalrunde eines Euro-Tour-Turniers. Im Achtelfinale schied er jedoch gegen den Niederländer Marco Teutscher aus.
Mit der italienischen Nationalmannschaft wurde Garzia bei der EM 2012 Siebzehnter und 2014 Dreizehnter.
2018 und 2019 wurde er zudem italienischer Meister im Snooker, 2022 Vize-Meister.